# Detlev Peukert
Detlev Julius Konrad Peukert (* 20. September 1950 in Gütersloh; † 17. Mai 1990 in Hamburg) war ein deutscher Historiker. Er war von 1988 bis zu seinem Tod Leiter der Forschungsstelle für die Geschichte des Nationalsozialismus in Hamburg.

## Leben

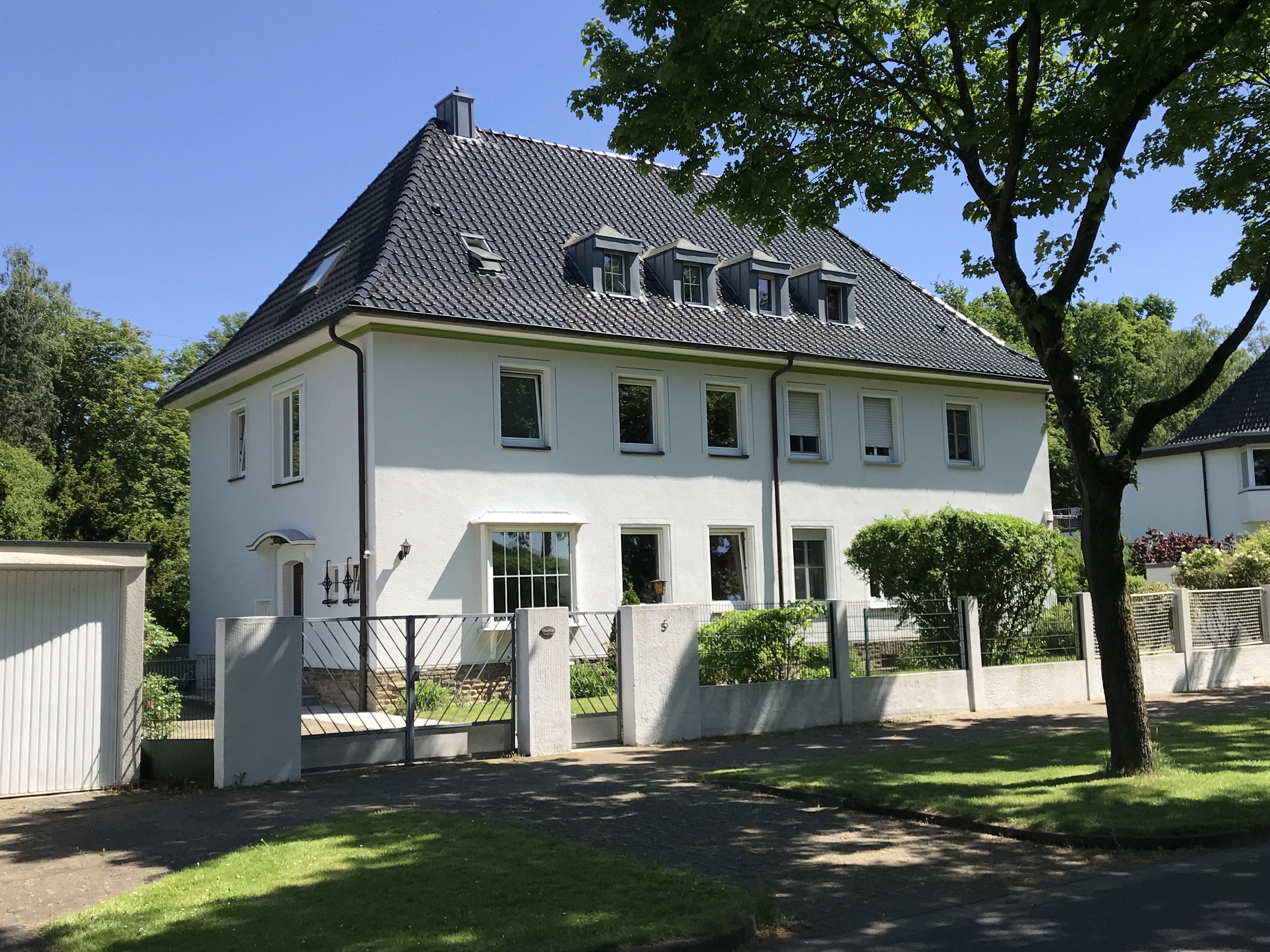
Detlev Peukerts Elternhaus in Hamm-Herringen

Detlev Peukert wurde als Sohn des Maschinenfahrsteigers Konrad Peukert (1921–1987) und seiner Frau Ilse, geb. Kramer (1920–2018), einer kaufmännischen Angestellten und späteren Sekretärin, im ostwestfälischen Gütersloh geboren. Peukerts Vorfahren väterlicherseits waren Hammerschmiede in Kleinwaltersdorf bei Freiberg und Oederan/Flöha (Sachsen); seine Mutter entstammte einer Gütersloher Kaufmannsfamilie. Peukert wuchs in einer Bergarbeiterkolonie in unmittelbarer Nähe zur Zeche Heinrich-Robert in Herringen (heute Stadtbezirk von Hamm) auf und absolvierte 1969 in Hamm das Abitur.
Anschließend studierte er von 1969 bis 1975 Geschichte und Germanistik an der Ruhr-Universität Bochum. 1975 erfolgte das Staatsexamen. Im gleichen Jahr erarbeitete Peukert die Ausstellung Antifaschistischer Widerstand im Ruhrgebiet 1933 bis 1945, aus der seine erste Buchveröffentlichung hervorging. Von November 1978 bis 1988 war er wissenschaftlicher Assistent von Lutz Niethammer an der Universität-Gesamthochschule Essen. Dort wurde er nachhaltig vom Oral-History-Projekt beeindruckt. Im Juli 1979 wurde er bei Hans Mommsen an der Universität Bochum mit einer Arbeit über Die KPD im Widerstand promoviert. 
1979/80 war Peukert maßgeblich an der Umgestaltung der Alten Synagoge in Essen in eine Gedenkstätte beteiligt und arbeitete seit 1979 an Lehrerfortbildungsseminaren und -projekten. 1984 erfolgte bei Niethammer in Essen die Habilitation für Neuere Geschichte mit einer Arbeit über die Geschichte der deutschen Jugendfürsorge und den Lebenswelten von Arbeiterjungen in der Weimarer Republik. Dafür erhielt er den Heinz Maier-Leibnitz-Preis des Bundesministers für Bildung und Wissenschaft. 1984 wurde ihm zudem den Kulturpreis der Stadt Essen „für beispielhafte Leistungen bei der Erforschung und Vermittlung von Zeit- und Stadt(teil)geschichte“ verliehen. Peukert lehrte, unterbrochen von längeren Aufenthalten in Mittelamerika (insbesondere der Dominikanischen Republik), ein Jahrzehnt in Essen. Zusammen mit August Nitschke und Gerhard A. Ritter initiierte und leitete er das interdisziplinäre Funkkolleg Jahrhundertwende. 1988 wurde er als Nachfolger von Werner Jochmann wissenschaftlicher Direktor der Forschungsstelle für die Geschichte des Nationalsozialismus in Hamburg und im Februar 1989 zugleich außerplanmäßiger Professor für Neuere Geschichte an der Universität Essen.
Peukert war bis 1978 Mitglied der Deutschen Kommunistischen Partei, danach Mitglied der Sozialdemokratischen Partei Deutschlands. Als „großes historisches Versagen der Sozialdemokratie“ kritisierte er noch kurz vor seinem Tod die „mangelnde Initiative“ der SPD im Bereich der Wohnungsnot und Mietexplosion. Peukert wohnte zuletzt in Hamburg und Santo Domingo (Dominikanische Republik) und lebte offen homosexuell. Er verstarb 1990 mit nicht einmal vierzig Jahren an den Folgen von AIDS. Seine letzte Ruhestätte erhielt er auf dem Hamburger Waldfriedhof Volksdorf.

## Forschungsschwerpunkte

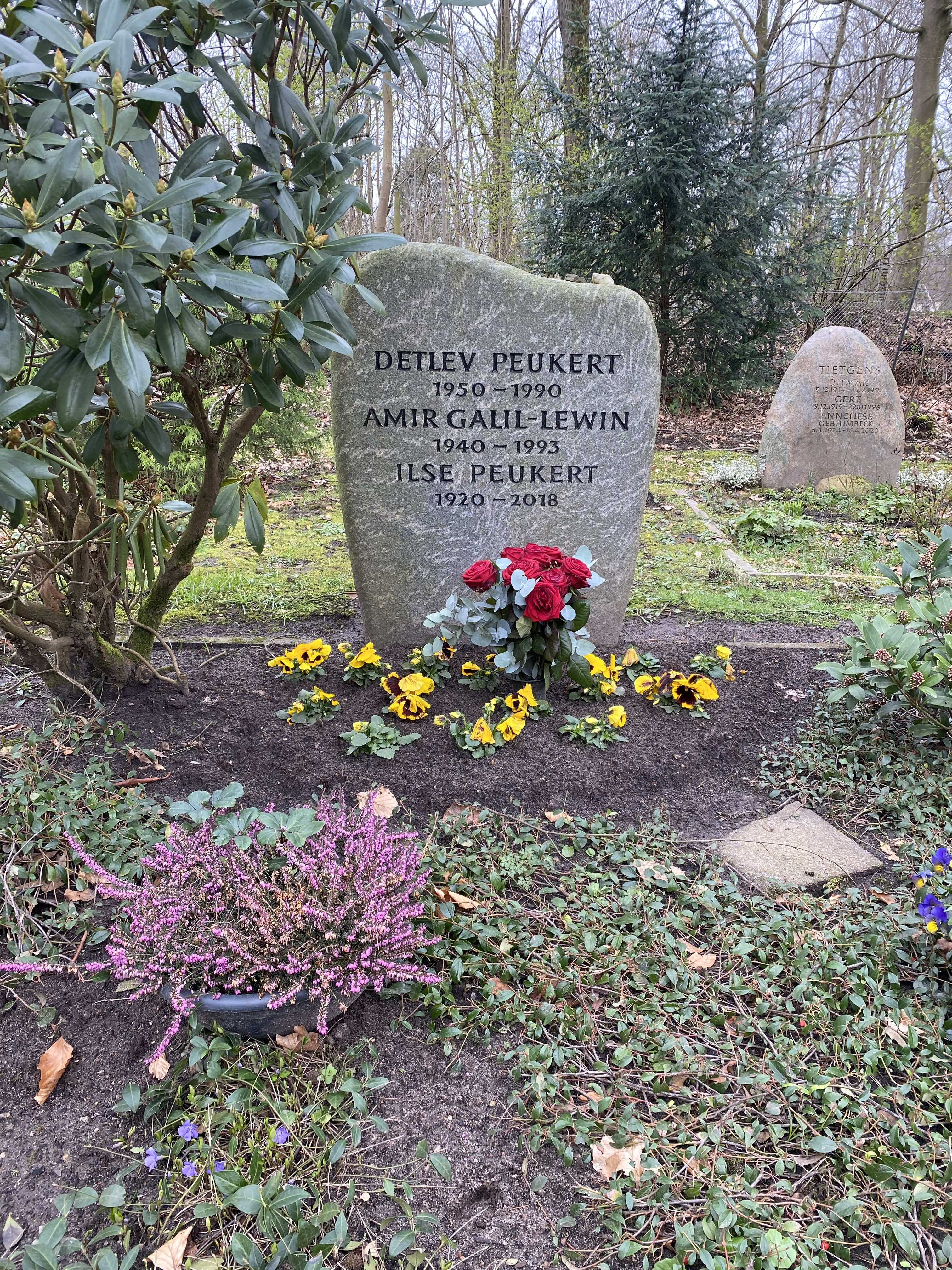
Grabstätte auf dem Waldfriedhof Volksdorf

Mit 39 Jahren hatte Peukert bereits sieben Monographien und weitere 73 Aufsätze veröffentlicht. Peukert bemühte sich nach seiner Dissertation darum, die Zeitgeschichte stärker zur Sozialgeschichte zu öffnen. Seine Arbeiten zum Nationalsozialismus, zur Weimarer Republik und der Entwicklung der Humanwissenschaften fanden internationale Anerkennung und wurden unter anderem ins Englische, Italienische und Japanische übersetzt. Peukert hatte vor allem Studien zum Arbeiterwiderstand in der NS-Zeit veröffentlicht. Den Nationalsozialismus deutete er als extreme Entwicklungsvariante moderner Gesellschaften und nicht als Einbruch mittelalterlicher Barbarei in eine moderne Zivilisation.
Peukert entwickelte im Jahr 1982 mit dem Ansatz „Formen abweichenden Verhaltens im Dritten Reich“ eine Stufenfolge von Nonkonformität, Verweigerung und Protest bis hin zum Widerstand. „Alle genannten Verhaltensweisen können ineinander übergehen und steigern sich sowohl von partiellen zum generellen Handeln als auch von der privaten zur staatsbezogenen, das heißt politischen Aktion.“ In seinem vielzitierten Schema waren die ersten drei Verhaltensformen für ihn lediglich „Normverletzungen“, die jedoch den Nationalsozialismus nicht insgesamt ablehnten. Widerstand war für Peukert hingegen jene Verhaltensform, „in denen das NS-Regime als Ganzes abgelehnt wurde und Maßnahmen zur Vorbereitung des Sturzes des NS-Regimes im Rahmen der Handlungsmöglichkeiten des jeweils einzelnen Subjektes getroffen wurden“. Zwischen 1984 und 1987 veröffentlichte er mehrere Aufsätze zur Geschichte Lateinamerikas im 19. und 20. Jahrhundert. Im Jahr 1987 erschien seine Darstellung Die Weimarer Republik. Krisenjahre der Klassischen Moderne. Die Arbeit wurde in mehrere Sprachen übersetzt und entwickelte sich zum Standardwerk zur ersten deutschen Demokratie. In dieser Studie entwickelte er für die zwischen 1850 und 1900 geborene deutsche Elite ein Vier-Generationen-Modell: die „Wilhelminische Generation“, die „Gründerzeitgeneration“, die „Frontgeneration“ und „die im mehrfachen Sinne überflüssige Generation der seit 1900 Geborenen“. Er charakterisierte die Weimarer Republik als „Krisenjahre der Moderne“. Peukert zeichnete anhand der Themenfelder Generationserfahrung, Rationalisierung, Sozialstaat, Sozialmilieus, Massenkultur und Modernitätskritik eine „krisengeschüttelte Modernität nach, für die das Balancieren am Abgrund eher der Regelfall war und das Austarieren der Widersprüche eher nur im Ausnahmefall gelang.“
In Hamburg richtete Peukert das „Projekt Hamburger Lebensläufe – Werkstatt der Erinnerung“ ein, das bis heute mehr als 2000 lebensgeschichtliche Interviews, insbesondere mit Verfolgten des Nationalsozialismus, durchgeführt hat. Zum Zeitpunkt seines Todes forschte Peukert zur „Geschichte von Modernisierung und Diktatur in Lateinamerika im späten 19. Jahrhundert“.
Im Jahr 2015 und damit 25 Jahre nach Peukerts Tod erschien im Rahmen der Reihe Beiträge zur Geschichte des Nationalsozialismus eine Darstellung, die sich ausführlich mit seinen Arbeiten befasst. Der Sammelband würdigte „einige der Pionierleistungen Peukerts“, zugleich betonen die Aufsätze, dass „das unvollendete Werk Peukerts viele Leerstellen aufweist“. In seinen Forschungen habe Peukert die Rolle der Frauen und die Stellung der Homosexuellen weitgehend unberücksichtigt gelassen.

## Schriften (Auswahl)
Schriftenverzeichnis in: Frank Bajohr, Werner Johe, Uwe Lohalm (Hrsg.): Zivilisation und Barbarei. Die widersprüchlichen Potentiale der Moderne. Detlev Peukert zum Gedenken. Christians, Hamburg 1991, S. 348–354.
Monographien
- Ruhrarbeiter gegen den Faschismus. Dokumentation über den Widerstand im Ruhrgebiet, 1933–1945. Roederberg-Verlag, Frankfurt am Main 1976, ISBN 3-87682-026-X.
- mit Amir C. Lewin: Afrika, Informeller Sektor: Probleme und Perspektiven städtischer Beschäftigungspolitik. Forschungsinstitut der Friedrich-Ebert-Stiftung, Bonn-Bad Godesberg 1977.
- Die KPD im Widerstand. Verfolgung und Untergrundarbeit an Rhein und Ruhr 1933–1945. Hammer, Wuppertal 1980, ISBN 3-87294-165-8 (Zugl.: Bochum, Univ., Diss., 1979).
- Der deutsche Arbeiterwiderstand gegen das Dritte Reich. Informationszentrum Berlin, Berlin 1980.
- mit Helmut Drüke: Spaltung der Arbeiterbewegung und Faschismus: Sozialgeschichte der Weimarer Republik. VSA-Verlag, Hamburg 1980, ISBN 3-87975-798-4.
- Volksgenossen und Gemeinschaftsfremde. Anpassung, Ausmerze und Aufbegehren unter dem Nationalsozialismus. Bund-Verlag, Köln 1982, ISBN 3-7663-0545-X, übersetzt ins Englische durch Richard Deveson unter dem Titel Inside Nazi Germany. Conformity, opposition and racism in everyday life. Batsford, London 1987, ISBN 0-300-03863-1.
- Grenzen der Sozialdisziplinierung. Aufstieg und Krise der deutschen Jugendfürsorge von 1878 bis 1932. Bund-Verlag, Köln 1986 (Teilw. zugl.: Essen, Univ., Habil.-Schr., 1984).
- Jugend zwischen Krieg und Krise. Lebenswelten von Arbeiterjungen in der Weimarer Republik. Bund-Verlag, Köln 1987, ISBN 3-7663-3025-X.
- mit Frank Bajohr: Spuren des Widerstands: Die Bergarbeiterbewegung im Dritten Reich und im Exil. Beck, München 1987, ISBN 3-406-31993-9.
- Die Edelweißpiraten. Protestbewegungen jugendlicher Arbeiter im 'Dritten Reich'. Eine Dokumentation. 3., erweiterte Auflage, Bund-Verlag, Köln 1988.
- Max Webers Diagnose der Moderne (= Kleine Vandenhoeck-Reihe. Band 1548). Vandenhoeck & Ruprecht, Göttingen 1989, ISBN 3-525-33562-8.
- mit Frank Bajohr: Rechtsradikalismus in Deutschland – Zwei historische Beiträge. Ergebnisse Verlag, Hamburg 1990, ISBN 3-925622-69-1.
- Die Weimarer Republik. Krisenjahre der Klassischen Moderne. Suhrkamp Verlag, Frankfurt am Main 1987, ISBN 978-3-518-11282-3. [Übersetzt ins Englische unter dem Titel The Weimar Republic. The crisis of classical modernity. Hill and Wang, New York 1992, ISBN 0-8090-9674-9.]

Herausgeberschaften
- mit Jürgen Reulecke, Adelheid Gräfin zu Castell Rudenhausen: Die Reihen fast geschlossen. Beiträge zur Geschichte des Alltags unterm Nationalsozialismus. Hammer, Wuppertal 1981, ISBN 3-87294-176-3.
- mit Jürgen Reulecke, Adelheid Gräfin zu Castell Rudenhausen: Alltag im Nationalsozialismus: Vom Ende der Weimarer Republik bis zum zweiten Weltkrieg. Hammer, Wuppertal 1981, ISBN 3-87294-157-7.